# Fiac
Fiac (okzitanisch gleichlautend) ist eine französische Gemeinde mit 927 Einwohnern (Stand: 1. Januar 2022) im Département Tarn in der Region Okzitanien. Die Gemeinde gehört zum Arrondissement Castres und zum Kanton Plaine de l’Agoût (bis 2015: Kanton Saint-Paul-Cap-de-Joux).

## Geografie
Fiac liegt etwa 30 Kilometer östlich von Toulouse und etwa 25 Kilometer westnordwestlich von Castres am Agout, der die Gemeinde im Süden begrenzt, und seinem Zufluss Assou an der nördlichen Gemeindegrenze. Umgeben wird Fiac von den Nachbargemeinden Saint-Gauzens und Briatexte im Norden, Cabanès im Osten und Nordosten, Damiatte im Osten und Südosten, Teyssode und Viterbe im Süden, Lavaur im Westen und Südwesten, Labastide-Saint-Georges im Westen sowie Ambres im Nordwesten.

## Bevölkerungsentwicklung
| Jahr                      | 1962 | 1968 | 1975 | 1982 | 1990 | 1999 | 2006 | 2013 |
| Einwohner                 | 862  | 784  | 670  | 669  | 706  | 699  | 802  | 914  |
| Quelle: Cassini und INSEE |      |      |      |      |      |      |      |      |

## Sehenswürdigkeiten
- Burgruine aus dem 12. Jahrhundert

## Persönlichkeiten
- Jean Salvy (1932–2016), französisch-kanadischer Drehbuchautor und Regisseur